# جيسي بيرسون
جيسي بيرسون (بالإنجليزية: Jesse Pearson)‏ هو كاتب سيناريو ومغني ومخرج وممثل أمريكي، ولد في 18 أغسطس 1930 في الولايات المتحدة، وتوفي بنفس المكان في 5 ديسمبر 1979.

## وصلات خارجية
- جيسي بيرسون على موقع IMDb (الإنجليزية)
- جيسي بيرسون على موقع ألو سيني (الفرنسية)
- جيسي بيرسون على موقع ميوزك برينز (الإنجليزية)
- جيسي بيرسون على موقع أول موفي (الإنجليزية)
- جيسي بيرسون على موقع قاعدة بيانات الأفلام السويدية (السويدية)
- جيسي بيرسون على موقع ديسكوغز (الإنجليزية)
- جيسي بيرسون على موقع قاعدة بيانات الفيلم (الإنجليزية)
- جيسي بيرسون على موقع كينوبويسك (الروسية)